# Panther II tank
A Panther II egy német harckocsi prototípus volt, amely a második világháborús  Panzer V tankon alapult. Valamivel vastagabb páncélzattal rendelkezett, mint a sorozatgyártott Panther, és néhány szabványos komponenst a Tiger II harckocsiból vettek át.  A Panther II nem jutott túl a prototípus fázison, és nem került sorozatgyártásba.

## Fejlesztés és gyártás
A Panther tank továbbfejlesztésének eredeti mozgatórugója Adolf Hitler azon aggodalma volt, hogy a harckocsi páncélzata nem elegendő. Hitler már az eredeti Párduc tervezésének korai szakaszában, 1942-ben ragaszkodott a páncélzat növeléséhez. Az 1943 januárjában Hitlert jelenlétében zajló megbeszéléseken a páncélzat további növelését követelték; ezen új harckocsit eredetileg Panther 2 néven említették, majd 1943 áprilisa után Panther II-ként.
A Panther II számos részegysége a Tiger II tankból származik.  1943 február 10-én dr. Wiebecke (az MAN vezető tervező mérnöke) a Panther II alapos áttervezését javasolta, ami magában foglalta a Tigris II alkatrészek átvételét, úgy mint a kormánymű, a végáttétel, a felfüggesztés és a torony a keleti front tapasztalatai alapján. Az össztömeg több mint 50 tonnára nőtt volna.  Egy másik találkozó 1943. február 17-én a Tiger II és a Panther II alkatrészek megosztására és szabványosítására összpontosított, mint például a váltó, a teljesen acélból készült, 80 centiméter átmérőjű futógörgők, átlapolva, mint a Tiger II-nél, és a lánckerék.
Fentiekből látszik, hogy az eredeti Panther Panther II-re fejlesztésének tervezését már azelőtt elkezdték, mielőtt az első Panther átesett volna a tűzkeresztségen. Ám 1943 május-júniusában az MAN-nál tartott utolsó megbeszélésen az a végső döntés született, hogy a Panther II fejlesztése leáll, és az erőforrásokat a Panther I-re összpontosítják.  Nem világos, hogy valaha hivatalosan törölték-e a fejlesztést – a törlés hiányának az lehetett az oka, hogy fejlesztését eredetileg Hitler utasítására indították el.
Az eredeti modell gyártásának megindításáról szóló döntést követően a koncepciókat és ötleteket az E-50 Standardpanzer projekt tervezésénél használták fel.

### Páncélzat
Ez a továbbfejlesztés a Párduc harckocsi homlokpáncélzatát 80 milliméterről 100-ra növelte, a test oldalpáncélzatát 40 milliméterről 60-ra, és csökkentette a páncélzatot a test tetején 40 milliméterről 30-ra. A Panther II gyártását 1943 szeptemberében kezdték volna meg.

### Fegyverzet
Az 1943-ból származó rajzok egy hozzáadott géppuskarögzítési pontot mutattak, keskeny lövegpajzzsal.  1943 februárjában újabb találkozókon kezdték körvonalazni a különböző komponenseket, beleértve a 8.8 cm-es  KwK43 L/71 löveg átvételét a Tiger II-től.  Azonban véglegesen úgy döntöttek, hogy továbbra is a sorozatgyártású Panther 7,5 cm-es KwK42 L/70 lövegét használják, mivel az előreláthatólag évekig minden ellenséges páncélos leküzdésére elegendő.  1943 márciusában az MAN jelezte, hogy az első prototípus 1943 augusztusára készül el.

### Torony
A Panther II-t új toronnyal kívánták felszerelni, a "Turm Panther 2"-vel (schmale Blendenausführung).  Sokáig azt feltételezték, hogy a Schmalturmot a Panther II-hez tervezték, de ma már tudjuk, hogy ez nem igaz. A Schmalturmot azután tervezték, hogy a Panther II-t törölték.  (A tévesztés a két kialakítás azonos "schmal" előtagja miatt fordulhatott elő, a szerk.)

### Motor
Számos motort mérlegeltek, köztük az új Maybach HL234 üzemanyag-befecskendezős motorját (900 lóerő, amit egy 8 sebességes hidraulikus sebességváltó továbbít a lánckerékre). Ez a motor 200 lóerővel növelte volna a Panther II teljesítményét, amivel nagyobb tömege ellenére gyorsabb lett volna, mint elődje. Felmerült a fejlesztés alatt álló BMW 003 repülőgép sugárhajtóműből átalakított, GT 101 jelű gázturbina alkalmazása, amely a tervek szerint a kihajtótengelyen 1150 lóerős leadására lett volna képes, és tömege mindössze 450 kg lett volna sebességváltó nélkül, ami a Panther szabványos Maybach HL230 V-12 dugattyús benzinüzemű motorja tömegének mindössze 38%-a. 

### Személyzet
A Panther II-t ötfős személyzet működtette: tornyában a parancsnok, a lövegkezelő és a töltő kapott helyet, míg a vezető és a rádiós/géppuskás a testben ült, a Panther I-hez hasonló elrendezésben.

## Túlélő járművek
Az egyik elkészült prototípus alvázat az amerikai erők lefoglalták és az Aberdeen Proving Groundra vitték, ahonnan később a Patton Múzeumba került. Egy Panther Ausf. G toronyt látványelemként a Panther II testére szereltek.    

### Bibliográfia
- Ford, Roger. The World's Great Tanks: From 1916 to the Present Day. London: Amber Books (2012). ISBN 9781610607209
- Gander, Terry. German 88: The Most Famous Gun of the Second World War. Pen & Sword. ISBN 978-1848848320
- Green, Michael. German Tanks of World War II. Zenith Imprint. ISBN 9781610607209
- Jentz, Thomas L.. Germany's Panther Tank. The Quest for Combat Supremacy. Atglen, PA: Schiffer Publishing (1995). ISBN 0-88740-812-5
- Short, Neil. Tank Turret Fortifications. Crowood Press (2006). ISBN 978-1861266873
- Spielberger, Walter. The Panther & its Variants, English, West Chester: Schiffer Publishing [1993] (2004). ISBN 0-88740-397-2
- Jentz, Thomas L.. Panzer Tracts No. 5-4 Panzerkampfwagen Panther II and Panther Ausf. F. Panzer Tracts (2006). ISBN 978-0977164325

## Fordítás
- Ez a szócikk részben vagy egészben  a   Panther II tank című angol Wikipédia-szócikk ezen változatának fordításán alapul.  Az eredeti cikk szerkesztőit annak laptörténete sorolja fel. Ez a jelzés csupán a megfogalmazás eredetét és a szerzői jogokat jelzi, nem szolgál a cikkben szereplő információk forrásmegjelöléseként.